# Pierre Cortellezzi
Pour les articles homonymes, voir Cortellezzi.
Pierre Cortellezzi est un organiste français né à Pont-Saint-Vincent le 17 mars 1926, décédé à Nancy le 20 novembre 2015, titulaire du grand orgue de la cathédrale de Nancy.

## Biographie
Issu d'une famille de musiciens, Pierre Cortellezzi découvre l'orgue à sept ans aux côtés de son grand-père qu'il remplace à la tribune de Pont-Saint-Vincent. À 14 ans, il poursuit des études au Conservatoire de Nancy dans la classe de Louis Thirion et à 15 ans il obtient les premiers prix d'orgue, piano, harmonie et improvisation.
En 1950, alors qu'il n’a que 24 ans, il devient titulaire des grandes orgues de la cathédrale de Nancy. En 1954, il est nommé professeur au Conservatoire de cette ville, et en 1990 directeur-adjoint. Son enseignement a permis la floraison d'organistes éminents et titulaires de nombreuses tribunes en Lorraine.
En 1968, il crée avec Dino Tomba le duo «Trompette et Orgue» qui remporte un immense succès en Lorraine et en Allemagne. En 1971, il devient la clé de voûte du « Trio Récital » qu’il fonde avec Dino Tomba et Jacques Mule et écrit pour ce trio de nombreux arrangements pour trompette, flûte et orgue. Le Trio Récital donne plus de mille concerts en France, Allemagne, Autriche et Italie. Ce succès durera 30 ans.
Pierre Cortellezzi a créé ses propres arrangements pour orgue et pour le duo « Trompette et Orgue » qu'il a formé plus tard avec François Herbeuval, sur des thèmes de grands compositeurs ou des thèmes populaires. Il a réalisé de nombreux enregistrements et donné régulièrement des concerts, notamment à la cathédrale dans le cadre des « Heures de musique spirituelle ».
Pierre Cortellezzi a connu aussi des moments d'extrême émotion quand il a joué pour Mgr Roncalli qui allait devenir Jean XXIII, et pour le pape Jean-Paul II en octobre 1988. Il a joué lors de grands concerts organisés à l'occasion de ses jubilés, pour des cérémonies civiles et militaires ou pour l'installation de nombreux évêques. En 1998, par décision pontificale, il a été nommé chevalier de l'Ordre équestre de Saint-Grégoire-le-Grand. La même année, il est nommé chevalier des Arts et des Lettres.
Le dimanche 28 novembre 2010, un grand concert est organisé à la cathédrale pour fêter ses 60 ans de tribune. Enfin, le 1er novembre 2011, il est élevé au grade de Commandeur de l'Ordre de Saint-Grégoire-le-Grand, insigne remis par Mgr Jean-Louis Papin, primat de Lorraine et évêque de Nancy et de Toul.
Le 19 mai 2018 est organisée une messe à la mémoire des grands organistes dernièrement décédés, par l'association des amis de l'orgue ; Pierre Cortellezzi se trouve parmi les organistes dont il est fait mémoire, aux côtés de Suzanne Chaisemartin, Marie-Claire Alain, Michel Chapuis et Pierre Pincemaille.